# Ruda (gmina w województwie białostockim)
Ruda (podczas I wojny światowej gmina Tajno) – dawna gmina wiejska istniejąca w dwóch fazach w XIX wieku, do 1954 roku w woj. białostockim (obecnie w woj. podlaskim). Nazwa gminy pochodzi od wsi Ruda, jednakże siedzibą władz gminy były Przechody.
Za Królestwa Polskiego gmina Ruda należała do powiatu szczuczyńskiego w guberni łomżyńskiej. W 1868 roku została połączona z gminą Pruska w nową gminę Pruska-Ruda. Gminę reaktywowano ponownie w 1870 roku w związku z restytucją odrębności gmin Ruda i Pruska. Przez krótki czas, podczas I wojny światowej jednostka nazywała się gmina Tajno. Władze polskie nie uznały jednak Stanisławowa za miasto w 1919 roku.
W okresie międzywojennym gmina Ruda należała do powiatu szczuczyńskiego w woj. białostockim. Po wojnie gmina zachowała przynależność administracyjną. 12 marca 1948 roku powiat szczuczyński przemianowano na powiat grajewski. Według stanu z 1 lipca 1952 roku gmina składała się z 10 gromad.
Gmina została zniesiona 29 września 1954 roku wraz z reformą wprowadzającą gromady w miejsce gmin. Jednostki nie przywrócono 1 stycznia 1973 roku po reaktywowaniu gmin, lecz z obszaru dawnych gmin Ruda i Bogusze (oraz z obszaru zniesionej w 1976 roku gminy Białaszewo) powstała gmina Grajewo.